# Tveitevannet
Tveitevannet es un lago situado entre Løvstakken y Ulriken en el distrito de Årstad de Bergen en Hordaland, Noruega.

## Contaminación del agua
El agua del lago es la de mayor contaminación de bifenilos policlorados (PCB) en agua dulce en Noruega. El problema es bien conocido y fue demostrado por el Instituto Noruego de Investigación del Agua (NIVA) en el período 1993-1997 como parte de la primera encuesta exhaustiva de sustancias alquitranadas, PCB y varias otras toxinas ambientales en sedimentos del fondo en 69 lagos en el sur y centro de Noruega.